# Stamnareds kyrka
Stamnareds kyrka är en kyrkobyggnad i Stamnared i Varbergs kommun. Den tillhör sedan 2010 Lindberga församling (tidigare Stamnareds församling) i Göteborgs stift. 

## Kyrkobyggnaden
Stamnareds kyrka byggdes 1835 och ersatte då en medeltida kyrka. Kyrkan eldhärjades emellertid vid första söndagen i advent 1915. Man byggde därefter en ny kyrka byggd ovanpå murarna från den nedbrunna. Den ritades av Gustav Holmdahl och invigdes på Allhelgonadagen 1917. Långhuset är tresidigt avslutat och kyrkan har västtorn. Byggnadsmaterialet är vitputsad gråsten.

## Inventarier
Många inventarier har bevarats från 1835 års kyrka och dess föregångare.
- Altarskåpet från 1600-talet återger i mitten Jesus på korset med Maria och Johannes. På flyglarna finns målningar i Jesu liv.
- Dopfunten är även den från den gamla kyrkan, den är tillverkad i trä och texten "Låten barnen komma till mig och förmener dem icke, ty sådana hörer Guds rike till Luce 18:16" står skriven runt den. Den medeltida dopfunten förstördes vid branden 1915.
- Predikstolen från 1600-talet är skulpterad i renässansstil och har målningar med tillhörande bibeltexter på alla sidor. Till predikstolen hör även en baldakin.
- Basunängeln är från 1700-talet och hänger i taket vid koret, på dess banderoll står texten Si han kommer med skyn att läsa.
- Triumfkrucifixet som hänger i taket är från 1917.

### Klockor
Båda klockorna i tornet är gjutna 1917. Storklockan är 95 cm i diameter och väger 560 kg. Lillklockan är 79 cm i diameter och väger 315 kg.

### Orgel
På läktaren står fasaden till 1875 års orgel, tillverkad av Salomon Molander. Verket tillverkades 1917 av Johannes Magnusson. Det restaurerades 1977 av A. Magnusson Orgelbyggeri AB. Orgeln har nio stämmor fördelade på två manualer och pedal.